# Liste der Baudenkmäler in Ennepetal
Die Liste der Baudenkmäler in Ennepetal enthält die denkmalgeschützten Bauwerke auf dem Gebiet der Stadt Ennepetal im Ennepe-Ruhr-Kreis in Nordrhein-Westfalen. Diese Baudenkmäler sind in der Denkmalliste der Stadt Ennepetal eingetragen; Grundlage für die Aufnahme ist das Denkmalschutzgesetz Nordrhein-Westfalen (DSchG NRW).

Baudenkmäler sind „Denkmäler, die aus baulichen Anlagen oder Teilen baulicher Anlagen bestehen“. Die Denkmalliste der Stadt Ennepetal umfasst 71 Baudenkmäler, darunter 39 Wohnhäuser, je fünf Industrieanlagen, Kleindenkmäler, landwirtschaftliche Gebäude und Wohn- und Geschäftshäuser, je vier Infrastrukturbauwerke und Kirchen, zwei öffentliche Gebäude sowie je einen Adelssitz und Friedhof.
Weiterhin sind das Erzbergwerk Bilsteiner Berg, ein Flachsteich, ein Hohlweg und drei Teilstücke der Landwehr als Bodendenkmäler in Teil B der Denkmalliste der Stadt Ennepetal eingetragen.

## Baudenkmäler
Diese Liste umfasst, falls vorhanden, eine Fotografie des Denkmals, als Bezeichnung den Namen bzw. den Gebäudetyp, die Adresse des Baudenkmals, eine kurze Beschreibung sowie, falls bekannt, die Bauzeit.
Die laufende Nummer 54 der Liste wurde wieder gestrichen oder nicht vergeben.
| Bild                            | Bezeichnung                                       | Lage | Beschreibung | Bauzeit                                                                                        | Eingetragen seit                   | Denkmal- nummer |
| ------------------------------- | ------------------------------------------------- | --- | --- | ---------------------------------------------------------------------------------------------- | ---------------------------------- | --------------- |
| weitere Bilder                  | Gut Ahlhausen                                     | Ahlhausen 1, 1b, 3 Karte                                                                                               | frühbarockes Herrenhaus Erbbegräbnisstätte etwa 100 m südsüdöstlich vom Gut im Wald | 1678 (Herrenhaus) 18./19. Jahrhundert (Friedhof)                                               | 1. Februar 1984                    | 1               |
| weitere Bilder                  | Villa (Villa Altenloh)                            | Milspe Bahnhofstraße 34 Karte                                                                                          | dreigeschossige Villa „Altenloh“ unter Krüppelwalmdach | 1899                                                                                           | 1. Februar 1984                    | 2               |
| weitere Bilder                  | Wohnhaus                                          | Voerde Bergstraße 26 Karte                                                                                             | zweigeschossiges, spätklassizistisches, verschiefertes Fachwerkgebäude | 19. Jahrhundert                                                                                | 1. Februar 1984                    | 3               |
| weitere Bilder                  | Wohnhaus                                          | Milspe Berninghauser Straße 26 Karte                                                                                   | zweigeschossiges Fachwerk- und Schieferhaus | 1888                                                                                           | 30. März 1984                      | 4               |
| weitere Bilder                  | Rathaus (Rathaus Ennepetal)                       | Altenvoerde Bismarckstraße 21 Karte                                                                                    | Altbau des Ennepetaler Rathauskomplexes, zweigeschossiger, neubarocker Putzbau unter Mansarddach, ehemaliges Mädchenheim | 1911                                                                                           | 30. März 1984                      | 5               |
| weitere Bilder                  | Wohnhaus                                          | Bülbringen Bülbringer Straße 7 Karte                                                                                   | Fachwerkhaus (Hofstelle) | 1704                                                                                           | 30. März 1984                      | 6               |
| weitere Bilder                  | Wohnhaus                                          | Bülbringen Bülbringer Straße 12 Karte                                                                                  | Fachwerkhaus mit massiven Anbauten unter Satteldach (Hofstelle) | um 1480 (Mittelteil) etwa 1618 (hinterer Gebäudeabschnitt) um 1648 (vorderer Gebäudeabschnitt) | 30. März 1984                      | 7               |
| Schmiede                        | Schmiede                                          | Burg 28 Karte | Fachwerkschmiede, Nebengebäude |                                                                                                | 29. März 1984                      | 8               |
| weitere Bilder                  | Wohnhaus                                          | Burg 30 Karte | zweigeschossiger Bruchsteinbau (Hofstelle) | 1723                                                                                           | 29. März 1984                      | 9               |
| weitere Bilder                  | Wohnhaus                                          | Voerde Effeystraße 6 Karte                                                                                             | Fachwerk- und Schiefergebäude | 18./19. Jahrhundert                                                                            | 29. März 1984                      | 10              |
| weitere Bilder                  | Ehrendenkmal                                      | Milspe Auf der Hardt Karte                                                                                             | Bruchsteinbaukörper mit schmiedeeisernem Tor | 1939                                                                                           | 29. März 1984                      | 11              |
| weitere Bilder                  | Haus Heilenbecke                                  | Milspe Heilenbecker Straße 42, 46, 46a Karte                                                                           | Herrenhaus mit Nebengebäuden: Rokoko-Haus, Fachwerk- und Schieferhaus, barocke Teichanlage, Gartenpavillon | 1784/1785 (Haupthaus) 1738 (Pavillon)                                                          | 4. April 1984                      | 12              |
| weitere Bilder                  | Maschinenhaus                                     | Milspe Heilenbecker Straße 111a Karte                                                                                  | ehemaliges Maschinenhaus der Firma Brackelsberg, gründerzeitlicher Ziegelbau | um 1900                                                                                        | 28. März 1984                      | 13              |
| weitere Bilder                  | Hof Wittenstein                                   | Heilenbecker Straße 288/290 Karte                                                                                      | Wohnhaus (Hofstelle): Schiefergebäude, Bruchsteingebäude | 1728                                                                                           | 3. April 1984                      | 14              |
| weitere Bilder                  | Kornkasten                                        | Rüggeberg Hesterberger Straße Karte                                                                                    | zweigeschossiger Speicherbau unter Satteldach | 1717                                                                                           | 28. März 1984                      | 15              |
| weitere Bilder                  | alter Friedhof                                    | Rüggeberg Hesterberger Straße Karte                                                                                    | alter Friedhof einschließlich vorhandener Grabsteine, plattenförmige Grabsteine aus Ruhrsandstein | ab dem 17. Jahrhundert                                                                         | 28. März 1984                      | 16              |
| Wohnhäuser                      | Wohnhäuser                                        | Voerde Hinnenbergerstraße 5, 5a, 5b Karte                                                                              | Fachwerkhaus-Ensemble |                                                                                                | 28. März 1984                      | 17              |
| weitere Bilder                  | Wohnhaus                                          | Voerde Wilhelmstraße 20 Karte                                                                                          | „Haus Nuss“, repräsentatives Wohn- und Geschäftshaus, zweigeschossiges, spätklassizistisches Bürgerhaus | 1849                                                                                           | 2. April 1984                      | 18              |
| weitere Bilder                  | Wohnhaus (Villa Ebbinghaus)                       | Altenvoerde Hochstraße 1 Karte                                                                                         | Fabrikantenvilla Ebbinghaus, zweigeschossiges Jugendstilwohnhaus unter Walmdach | 1902                                                                                           | 26. April 1984                     | 19              |
| weitere Bilder                  | Wohnhäuser                                        | Hülsenbecke 34, 38 Karte                                                                                               | Fachwerk-Ensemble: Fachwerkhaus, Fachwerkhaus unter Krüppelwalmdach | um 1790 um 1810                                                                                | 26. April 1984                     | 20              |
| weitere Bilder                  | Wohnhäuser                                        | Milspe Ketteler Straße 1–15 Kirchstraße 58–72 Karte                                                                    | traditionalistische Wohnanlage, Siedlung des Neuen Spar- und Bauvereins Milspe | 1912/1913 1926/1927                                                                            | 25. April 1984 22. Juli 1985       | 21              |
| evangelische Pfarrkirche Milspe | evangelische Pfarrkirche Milspe                   | Milspe Kirchstraße 26 Karte                                                                                            | dreischiffige Kirche | 1880er Jahre                                                                                   | 26. April 1984                     | 22              |
| weitere Bilder                  | Wohnhaus                                          | Milspe Kölner Straße 82 Karte                                                                                          | repräsentatives Wohnhaus, dreigeschossiger Putzbau | 1887                                                                                           | 17. Juli 1984                      | 23              |
| weitere Bilder                  | Wohn- und Geschäftshaus                           | Milspe Kölner Straße 83 Karte                                                                                          | Fachwerkgebäude, Gaststätte „Zur Post“, zweigeschossiges, klassizistisches Fachwerk- und Schieferhaus unter Krüppelwalmdach | 1828                                                                                           | 17. Juli 1984                      | 24              |
| Villa                           | Villa                                             | Milspe Kölner Straße 84 Karte                                                                                          | Fabrikantenvilla, zweigeschossiger Putzbau | 1908                                                                                           | 17. Juli 1984                      | 25              |
| weitere Bilder                  | Wohn- und Geschäftshaus                           | Milspe Kölner Straße 127 (Die auf der Seite der Stadtverwaltung angegebenen Hausnummern 129 und 131 sind falsch) Karte | repräsentatives Wohnhaus, Teil „Bügeleisenhaus“, viergeschossiger Putzbau | 1902                                                                                           | 25. Oktober 1984                   | 26              |
| Wohnhaus                        | Wohnhaus                                          | Milspe Kölner Straße 147 Karte                                                                                         | zweigeschossige Schieferhaus | 1898                                                                                           | 16. Oktober 1984                   | 27              |
| weitere Bilder                  | straßenseitige Jugendstilfassade                  | Büttenberg Kölner Straße 207 Karte                                                                                     | Wohnhaus mit Jugendstil-Hauseingang, Ensemble „Haus Rahlenbecke“ (Denkmal-Nr. 29) | 1911                                                                                           | 17. Juli 1984                      | 28              |
| weitere Bilder                  | Wohnhaus                                          | Büttenberg Kölner Straße 209 a Karte                                                                                   | „Haus Rahlenbecke“, repräsentatives Rokoko-Herrenhaus unter Mansarddach; zum Schutzbereich zählt das Wohnhaus Kölner Straße 207 (Denkmal-Nr. 28), das ehemals zum Schutzbereich gehörende ältere Fachwerknebengebäude Kölner Straße 205 a existiert nicht mehr, die Teichanlage ist verlandet. | 1825–1827                                                                                      | 17. Juli 1984                      | 29              |
| weitere Bilder                  | Wohnhaus                                          | Voerde Königsberger Straße 48 Karte                                                                                    | zweigeschossiges Fachwerk- und Schieferhaus unter Satteldach | 19. Jahrhundert                                                                                | 18. Juli 1984                      | 30              |
| weitere Bilder                  | evangelische Kirche „Johannes der Täufer“         | Voerde Lindenstraße Karte                                                                                              | spätbarocker Saalbau mit dreigeschossigem Westturm, Kirchplatz | 1780/1781                                                                                      | 16. Oktober 1984                   | 31              |
| weitere Bilder                  | Kriegerehrendenkmal                               | Voerde Lindenstraße 7 (Kirchhof der evangelischen Kirche)                                                              | Kriegerehrenmal für die im Preußisch-Österreichischen Krieg 1866 und im Deutsch-Französischen Krieg 1870/71 Gefallenen in Form einer Sandsteinstele | 1870er Jahre                                                                                   | 16. Oktober 1984                   | 32              |
| weitere Bilder                  | Wohnhaus (Haus der Begegnung)                     | Voerde Lindenstraße 8 Karte                                                                                            | „Haus der Begegnung“, Stadtarchiv, ehemalige Villa, zweigeschossiger, klassizistischer Putzbau unter Walmdach | 1835                                                                                           | 16. Oktober 1984                   | 33              |
| weitere Bilder                  | Wohnhaus (Schlößchen)                             | Voerde Lindenstraße 16a Karte                                                                                          | Fachwerkhaus |                                                                                                | 16. Oktober 1984                   | 34              |
| weitere Bilder                  | Neuer Höfinghoff                                  | Voerde Lindenstraße 56 Karte                                                                                           | Bürgerhaus, repräsentatives Fachwerk- und Schieferhaus | 1803                                                                                           | 17. Oktober 1984                   | 35              |
| weitere Bilder                  | Kriegerehrendenkmal                               | Voerde Friedhofsweg 11 (Friedhof Voerde, östlich der Kapelle) Karte                                                    | Kriegerehrenmal für die im 1. Weltkrieg Gefallenen und Vermissten der Gemeinde Voerde, im Zentrum die figürliche Plastik der trauernden Frau | Anfang der 1920er Jahre                                                                        | 17. Oktober 1984                   | 36              |
| weitere Bilder                  | Heimhardtsbau                                     | Voerde Milsper Straße 7 Karte                                                                                          | Wohn- und Geschäftshaus, fünfgeschossige, historistische Baugruppe unter Mansarddach | 1907/1908                                                                                      | 17. Oktober 1984                   | 37              |
| weitere Bilder                  | Wohnhaus                                          | Voerde Milsper Straße 9 Karte                                                                                          | Wohn- und Geschäftshaus, viergeschossiges, gründerzeitliches Wohnhaus | Anfang des 20. Jahrhunderts                                                                    | 17. Oktober 1984                   | 38              |
| weitere Bilder                  | Wohnhaus                                          | Voerde Milsper Straße 14 Karte                                                                                         | „Villa Spannagel“, repräsentatives Wohnhaus, zweigeschossiger, klassizistischer Putzbau unter Walmdach | 1829                                                                                           | 17. Oktober 1984                   | 39              |
| weitere Bilder                  | katholische Kirche „St. Johann Baptist“           | Voerde Milsper Straße 38 Karte                                                                                         | neuromanische Bruchsteinkirche | 1907/1908                                                                                      | 18. Oktober 1984                   | 40              |
| weitere Bilder                  | Wohnhaus (Villa Bilstein)                         | Altenvoerde Milsper Straße 175 Karte                                                                                   | Fabrikantenvilla Bilstein, zweigeschossiger Ziegelbau unter Walmdach | 1895                                                                                           | 18. Oktober 1984 (15. August 1986) | 41              |
| weitere Bilder                  | Wohnhaus                                          | Altenvoerde Milsper Straße 193 Karte                                                                                   | zweigeschossiges Fachwerk- und Schieferhaus | um 1800                                                                                        | 19. Oktober 1984                   | 42              |
| weitere Bilder                  | Fachwerkhausgruppe                                | Neuenhause 5, 5a Karte                                                                                                 | Fachwerkwohnhäuser, ehemalige Hofstelle, zweigeschossiges Fachwerkhaus unter Satteldach Fachwerkgebäude unter Satteldach | 1693 (Haupthaus)                                                                               | 19. Oktober 1984                   | 43              |
| weitere Bilder                  | Haferkasten                                       | Rüggeberg Neuenhesterberg Karte                                                                                        | eingeschossiger Haferkasten unter Satteldach | 1741                                                                                           | 22. Oktober 1984                   | 44              |
| weitere Bilder                  | Wohnhaus                                          | Altenvoerde Neustraße 41–51 Karte                                                                                      | zweigeschossiges Fachwerk- und Schieferhaus |                                                                                                | 22. Oktober 1984                   | 45              |
| weitere Bilder                  | Haferkasten                                       | Mühlinghausen Rüggeberger Straße 168 Karte                                                                             | Haferkasten (Mühlinghausen) | vermutlich vor 1800                                                                            | 22. Oktober 1984                   | 46              |
| weitere Bilder                  | evangelische Pfarrkirche Rüggeberg                | Rüggeberg Rüggeberger Straße 247 Karte                                                                                 | einschiffige, klassizistische Saalkirche Turmanbau Rokoko-Kanzel | 1825–1827 (Schiff) 1882 (Turm) nach 1882 (Kanzel)                                              | 22. Oktober 1984                   | 47              |
| weitere Bilder                  | Markt/Kriegerehrenmal                             | Rüggeberg Rüggeberger Straße Karte                                                                                     | Obelisk auf quadratischem Podest | 1875                                                                                           | 18. Dezember 1984                  | 48              |
| weitere Bilder                  | Fabrikgebäude                                     | Altenvoerde Neustraße 53 Karte                                                                                         | dreigeschossiger, gründerzeitlicher Klinkerbau | 19. Jahrhundert                                                                                | 19. Dezember 1984                  | 49              |
| weitere Bilder                  | Kornkasten                                        | Vor dem Eicken 78 Karte                                                                                                | zweigeschossige Holzständerkonstruktion unter Satteldach | 1703                                                                                           | 22. Oktober 1984                   | 50              |
| weitere Bilder                  | Wohn- und Geschäftshaus                           | Milspe Voerder Straße 11 Karte                                                                                         | viergeschossiger, historistischer Klinkerbau | 1906                                                                                           | 22. Oktober 1984                   | 51              |
| weitere Bilder                  | Wohn- und Geschäftshaus                           | Milspe Voerder Straße 82 Karte                                                                                         | viergeschossiges, traditionalistisches Wohn- und Geschäftshaus unter Mansarddach | Anfang des 20. Jahrhunderts                                                                    | 23. Oktober 1984                   | 52              |
| weitere Bilder                  | Wohnhaus                                          | Milspe Voerder Straße 86 Karte                                                                                         | Wohn- und Geschäftshaus, viergeschossiger, traditionalistischer Putzbau | 1909                                                                                           | 17. Dezember 1984                  | 53              |
| weitere Bilder                  | Wohnhaus                                          | Voerde Wilhelmstraße 38 Karte                                                                                          | repräsentatives zweigeschossiges Fachwerk- und Schieferhaus unter Krüppelwalmdach | 1838                                                                                           | 18. Dezember 1984                  | 55              |
| weitere Bilder                  | Eingangsbereich des Fachwerkhauses                | Willringhausen 155 | landwirtschaftliches Hofgebäude, Fachwerkseite mit Inschrift | 1694                                                                                           | 18. Dezember 1984                  | 56              |
| weitere Bilder                  | Villa (Villa Brackelsberg)                        | Milspe Heilenbecker Straße 103 Karte                                                                                   | Fabrikantenvilla Brackelsberg, „Villa Kunterbunt“, Jugendstilvilla unter Walmdach | 1907                                                                                           | 28. Januar 1986                    | 57              |
| weitere Bilder                  | Villa                                             | Voerde Wilhelmstraße 48 Karte                                                                                          | Wohnhaus, zweigeschossige Villa unter Walmdach | 1906                                                                                           | 31. Januar 1986                    | 58              |
| weitere Bilder                  | Bahnhof                                           | Milspe Bahnhofstraße 19 Karte                                                                                          | Fachwerkbau | vermutlich 1846/1847 1885 (Anbau) 1898 (Umbau) bis 1908 (Umbau)                                | 4. März 1986                       | 59              |
| Wohnhaus (Hofeshaus Altenloh)   | Wohnhaus (Hofeshaus Altenloh)                     | Altenvoerde Ischebecker Straße 13 Karte                                                                                | zweigeschossiges Fachwerk- und Schieferhaus unter Satteldach | 18. Jahrhundert                                                                                | 30. Juni 1986                      | 60              |
| Villa                           | Villa                                             | Milspe Schwarzer Weg 16 Karte                                                                                          | „Haus Dörken“, historistische Fabrikantenvilla mit Parkanlage, auch „Haus Hesterberg“ | 1907                                                                                           | 12. Juni 1986                      | 61              |
| weitere Bilder                  | Fassaden                                          | Milspe Heilenbecker Straße 117–121 Karte                                                                               | Nord- und Westfassaden des Fabrikgebäudes der Firma Brackelsberg |                                                                                                | 25. September 1986                 | 62              |
| weitere Bilder                  | Heilenbecker Talsperre                            | Heilenbecker Talsperre Karte                                                                                           | Sperrmauer der Talsperre | 1894–1896                                                                                      | 13. April 1987                     | 63              |
| Haus Lohmann                    | Haus Lohmann                                      | Altenvoerde Milsper Straße 190 Karte                                                                                   | zweigeschossiges Fachwerkwohnhaus | 18. Jahrhundert                                                                                | 10. Juni 1987                      | 64              |
| Villa                           | Villa                                             | Milspe Voerder Straße 76 Karte                                                                                         | repräsentatives Wohnhaus, zweigeschossiger, historistischer Putzbau | 1905                                                                                           | 26. Januar 1988                    | 65              |
| weitere Bilder                  | Villa                                             | Milspe Voerder Straße 38 Karte                                                                                         | repräsentative Fabrikantenvilla, zweigeschossiger Putzbau | 1906                                                                                           | 10. Mai 1988                       | 66              |
| Badehaus                        | Badehaus                                          | Voerde Milsper Straße 14                                                                                               | Badehaus zur „Villa Spannagel“ (Nr. 39), eingeschossiger Putzbau unter Satteldach |                                                                                                | 19. Oktober 1989                   | 67              |
| Villa (Villa Stockey)           | Villa (Villa Stockey)                             | Milspe Heinrichstraße 20a Karte                                                                                        | Fabrikantenvilla unter Mansarddach | 1913                                                                                           | 28. Februar 1990                   | 68              |
| weitere Bilder                  | Fabrikationsgebäude (Bandwirkerei Hillringhausen) | Hillringhausen 118 Karte                                                                                               | Bandwirkerei, zweigeschossiges Backsteingebäude unter Satteldach mit Anbau unter Pultdach (mit hist. Bandwebstuhl, Wellspulmaschine) | etwa 1910 (Gebäude) um 1900 (Webstuhl, Spulmaschine)                                           | 26. Oktober 1990                   | 69              |
| Straßenbahn-Triebwagen Nr. 15   | Straßenbahn-Triebwagen Nr. 15                     | Kölner Straße 303 Karte                                                                                                | Straßenbahn-Triebwagen | 1927                                                                                           | 3. Februar 1993                    | 70              |
| weitere Bilder                  | Eisenbahnbrücke                                   | Bergisch-Märkische Eisenbahnstrecke Karte                                                                              | Fischbauchträger-Stahlbrücke („Fischbauchbrücke“) über den Beyenburger Stausee an der Stadtgrenze; die Wuppertaler Hälfte der Brücke wurde bereits Ende 1994 unter Denkmalschutz gestellt, vgl. Denkmal D 3584                                                                                 | 1890                                                                                           | 10. Mai 1995                       | 71              |
| weitere Bilder                  | Sara-Stift/Ziegelbau                              | Voerde Bergstraße 9 Karte                                                                                              | zweigeschossiger, biedermeierlicher Backsteinbau | 1893                                                                                           | 15. Juni 1999                      | 72              |